# Пієлонефрит
Пієлонефри́т — неспецифічне бактеріальне захворювання нирок, що уражає паренхіму нирок, переважно інтерстиціальну тканину, миску та чашечки.
Може бути одно- та двостороннім, за клінічним перебігом — первинним або вторинним.
- Первинний пієлонефрит — необструктивний, тобто, немає процесів, що порушують відтік сечі.
- Вторинний пієлонефрит виникає там, де є порушення відтоку сечі, а саме: природжені аномалії, подвоєння нирок, конкременти, нефроптоз.

Також вирізнять за клінічним перебігом гострий і хронічний пієлонефрит: 
- Гострий пієлонефрит — частіше односторонній інфекційний запальний процес різної міри інтенсивності. Може переходити в хронічну форму, одужання або спричинювати смерть.
- Хронічний пієлонефрит — це уповільнений, з періодичними загостреннями запальний процес в нирках, що призводить до склерозу і деформації нирки, а також до підвищення артеріального тиску і до хронічної ниркової недостатності. Хронічний пієлонефрит частіше буває як наслідок перенесеного гострого пієлонефриту, але може бути і первинно хронічним процесом. На сьогодні хронічний пієлонефріт є однією зі складових «хронічної хвороби нирок», яка об'єдную декілька хронічних уражень нирок.

## Етіологія
Збудниками є кишкова паличка, ентерокок, протей, стафілококи та стрептококи, синьогнійна паличка, ентеробактерії та ін. Є дані про можливість вірусної етіології пієлонефриту, а також про роль протопластів та L-форм бактерій у виникненні його рецидивів. Важливе значення у розвитку пієлонефриту має стан макроорганізму, ослаблення його імунобіологічної реактивності, а також стаз сечі (звуження та перегини сечових шляхів, нефроптоз, нефролітіаз та ін.), порушення венозного та лімфатичного відтоку з нирки.

## Гострий пієлонефрит
У клініці внутрішніх хвороб зазвичай лікують гострий серозний пієлонефрит, в урологічній — гострий гнійний, який надалі може перейти в апостематозний нефрит та карбункул нирки. Початок гострий, з'являються гарячка, озноб, біль у попереку, явища інтоксикації, зрідка — дизурічні розлади (часте болюче сечовипускання).
Постукування поперекової ділянки болюче. У крові — лейкоцитоз, підвищення ШОЕ, в сечі — велика кількість лейкоцитів (лейкоцитурія) і білка за рахунок появи протеїнів (протеїнурія). При посіві сечі виявляють різні бактерії, частіше ентерококи та стафілококи. При двосторонньому пієлонефриті часто ознаки ниркової недостатності. Може іноді бути позитивний симптом Пастернацького. 

## Хронічний пієлонефрит
Пієлонефрит хронічний найчастіше є наслідком гострого пієлонефриту, але може бути й «первинно-хронічним».
Виділяють декілька форм перебігу хронічного пієлонефриту:
- латентна, що характеризується скудністю клінічних проявів,
- рецидивуюча з чергуванням загострень та ремісій,
- гіпертонічна з переважанням гіпертонічного синдрому,
- анемічна (на перший план виступає анемія)
- азотемічна, коли першими проявами хвороби є ознаки хронічної ниркової недостатності (стадія пієлонефритично зморщеної нирки).

Хронічний пієлонефрит супроводжується ураженням паренхіми нирок. Клінічно ураження сечовивідних шляхів може бути невиражене або відсутнє. В анамнезі можуть бути скарги на прояви гострої інфекції сечовивідних шляхів.
При латентному перебігу характерна артеріальна гіпертензія, при цьому хвороба може перебігати з мінімальними змінами у сечі, а стійка висока артеріальна гіпертензія призводить до збільшення лівого шлуночка, змін очного дна, на ЕКГ та інших ознак, які утруднюють диференційну діагностику пієлонефриту з гіпертонічною хворобою.

## Лікування
Лікування хворих на пієлонефрит має бути комплексним. При гострому пієлонефриті воно повинне завершуватися одужанням, необхідно також унеможливити перехід захворювання в хронічну стадію.
При хронічному пієлонефриті потрібні ліквідація активного запального процесу, усунення можливості повторних атак, тривале диспансерне спостереження за хворим. Для досягнення цих цілей повинні використовуватися як етіотропна, так і патогенетична терапія. У боротьбі з інфекцією також не слід забувати про підвищення опірності організму. Своєчасне усунення викликаючих виникнення пієлонефриту патологічних змін в нирках і сечових шляхах створює можливість не лише попередити пієлонефрит, але і добитися кращого терапевтичного ефекту в тому випадку, якщо захворювання вже виникло. Усі ці заходи можуть бути визнані максимально ефективними за умови плідної співпраці лікарів усіх спеціальностей — урологів і терапевтів, хірургів і гінекологів — у справі лікування хворих пієлонефритом.